# Deadline Hollywood
Deadline.com es una revista online fundada por la periodista, bloguera y escritora Nikki Finke, subsidiaria de Penske Media Corporation (PMC) y, por tanto, propiedad del empresario del entretenimiento Jay Penske. El sitio web, enfocado en lo que se suele llamar el mundo del «infotainment» (combinación de información y entretenimiento), se actualiza varias veces al día.

## Historia
Nikki Finke comenzó a escribir una columna titulada «Deadline Hollywood» para la revista LA Weekly en junio de 2002, y, en marzo de 2006, empezó a publicar el blog titulado Deadline Hollywood Daily (DHD), que era una versión en línea de su columna. En 2009, Finke vendió DHD a Mail.com Media por un precio «de siete cifras», según se publicó. En el acuerdo de venta se establecía que Finke contrataría un escritor adicional, pero ella seguiría siendo la editora del sitio. En septiembre de 2009, la empresa cambió la URL del sitio a deadline.com y comenzó a trabajar en otras ciudades, como Nueva York o Londres. En noviembre de 2013, Finke dejó Deadline después de un año de desacuerdo entre Finke y Penske, que había comprado Variety, una revista y sitio web, competencia de Deadline.

## Equipo editorial
Dos exreporteros de Variety fueron trasladados en 2010 a las nuevas ediciones de Deadline, Mike Fleming en Nueva York y Tim Adler en Londres, mientras Finke seguía siendo la editora de Deadline en Hollywood. En marzo de 2010, Nellie Andreeva, escritora de The Hollywood Reporter fue contratada para dirigir la sección de televisión del sitio.